# Novajerseya
Novajerseya is een geslacht van schietmotten uit de familie Hydroptilidae.

## Soorten
Deze lijst is mogelijk niet compleet.
- N. glesumica L Botosaneanu RO Johnson PR Dillon, 1998